# Marika Ahrens
Marika Ahrens (geboren als Marika Hoffmann) ist eine ehemalige deutsche Handballspielerin.

## Vereinskarriere
Sie spielte beim ASK Vorwärts Frankfurt in der höchsten Spielklasse der Deutschen Demokratischen Republik, der Oberliga.
Mit den Frankfurterinnen gewann sie den IHF-Pokal (1984/1985 und 1989/1990) und wurde mehrfach DDR-Meister (1982/1983, 1984/1985, 1985/1986, 1986/1987 und 1989/1990).

## Nationalmannschaft
Sie spielte für die Frauen-Handballnationalmannschaft der DDR und belegte mit dem Team bei der Weltmeisterschaft 1986 den 4. Platz und bei der Weltmeisterschaft 1990 mit dem ostdeutschen Team den 3. Platz.
| Personendaten    | Personendaten                  |
| ---------------- | ------------------------------ |
| NAME             | Ahrens, Marika                 |
| ALTERNATIVNAMEN  | Hoffmann, Marika (Geburtsname) |
| KURZBESCHREIBUNG | deutsche Handballspielerin     |
| GEBURTSDATUM     | 20. Jahrhundert                |